# Stanley Rous
Sir Stanley Ford Rous (ur. 25 kwietnia 1895 w Mutford, zm. 18 lipca 1986 w Londynie) – angielski działacz piłkarski, przewodniczący FIFA w latach 1961-1974.

## Zarys biografii
Miał za sobą karierę piłkarską (bez większych sukcesów) i sędziowską – prowadził jako sędzia m.in. mecz eliminacji mistrzostw świata 1934 Belgia-Holandia oraz finał Pucharu Anglii (1934). Aktywny działacz krajowej federacji piłkarskiej FA, w latach 1934-1962 sekretarz generalny FA. Należał do grona współzałożycieli federacji europejskiej UEFA, był jej wiceprzewodniczącym oraz członkiem honorowym (1976). Od 1946 związany także ze światową federacją FIFA – był inicjatorem otwarcia się Anglii, nazywanej "ojczyzną futbolu", na rywalizację międzynarodową, co zaowocowało debiutem (nieudanym) reprezentacji angielskiej na mistrzostwach świata w 1950.
Od 28 września 1961 do 11 czerwca 1974 był szóstym w historii przewodniczącym FIFA. Po odejściu ze stanowiska otrzymał tytuł honorowego przewodniczącego federacji. Z jego inicjatywy zainaugurowano cykl rozgrywek juniorów (Turniej FIFA juniorów, przekształcony później w mistrzostwa Europy juniorów). Był ponadto współpomysłodawcą (wraz z angielskim sędzią Kennethem Astonem) czerwonych i żółtych kartek, używanych przez sędziów piłkarskich na boisku. Po raz pierwszy kartki pojawiły się w turnieju piłki nożnej na Igrzyskach Olimpijskich w Meksyku (1968). Od 1950 siedmiokrotnie wchodził w skład Komitetu Organizacyjnego Mistrzostw Świata, w tym trzykrotnie jako przewodniczący (1966, 1970, 1974).
W 1980 został uhonorowany nagrodą fair play UNESCO, otrzymał także Złoty Order Zasługi FIFA.